# 花木蓝
花木蓝（学名：[Indigofera kirilowii] 错误：{{Lang}}：文本有斜体标记（帮助））为豆科木蓝属下的一个种。

## 扩展阅读
維基物種上的相關：花木蓝